# St. Jakob (Wasserburg am Inn)

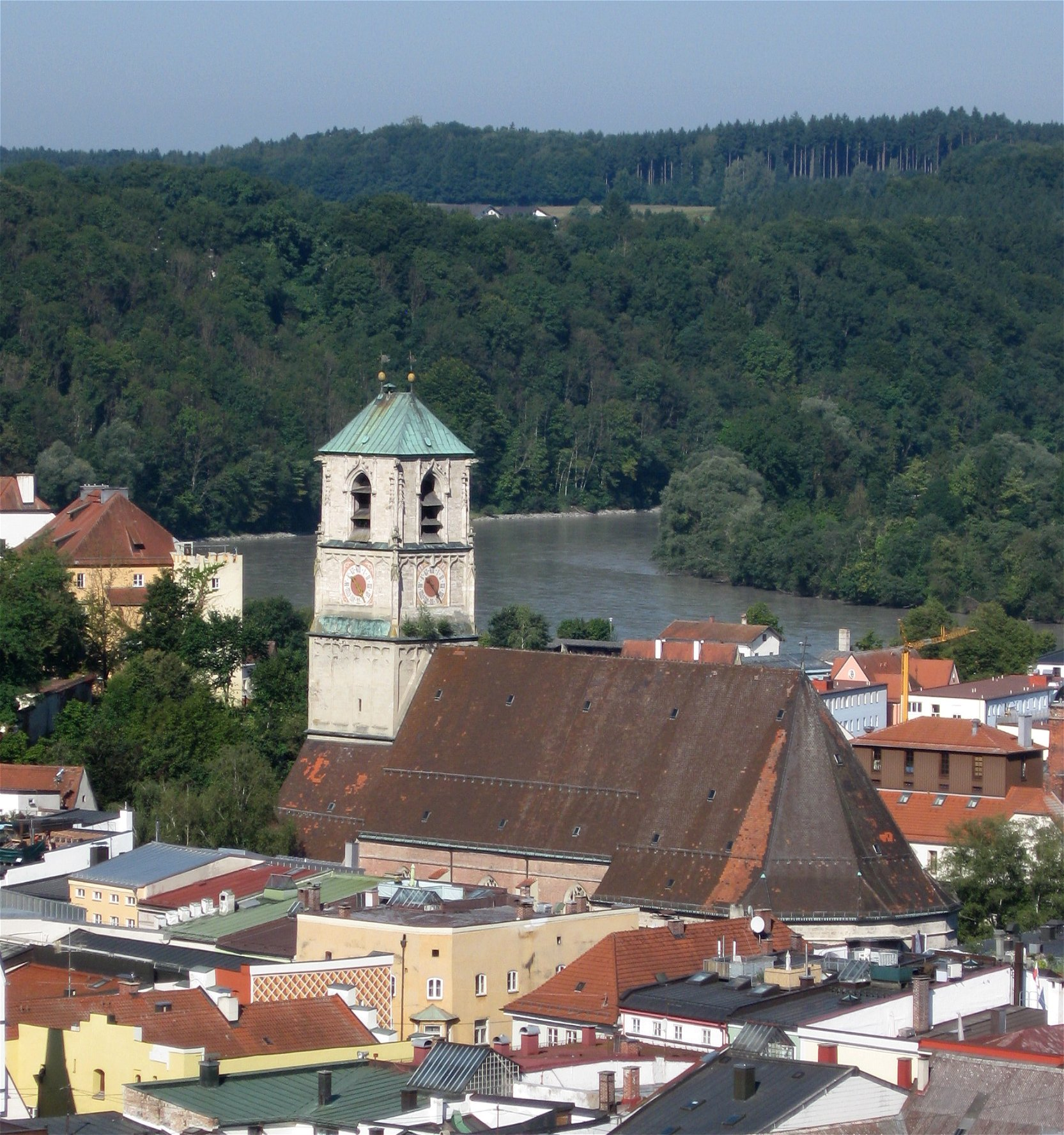
St. Jakob im Stadtbild

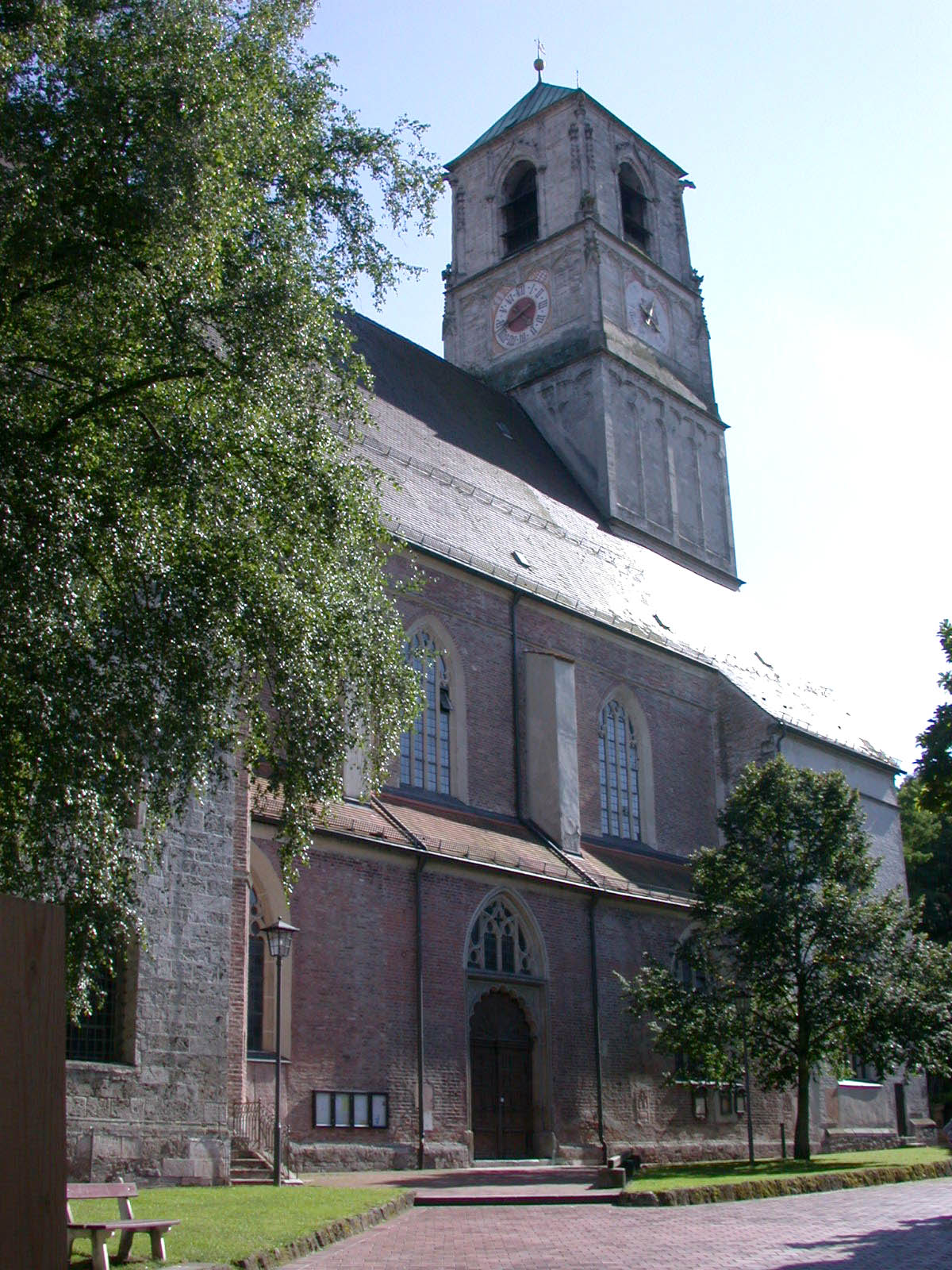
Nordostansicht

Wandmalerei am Chor

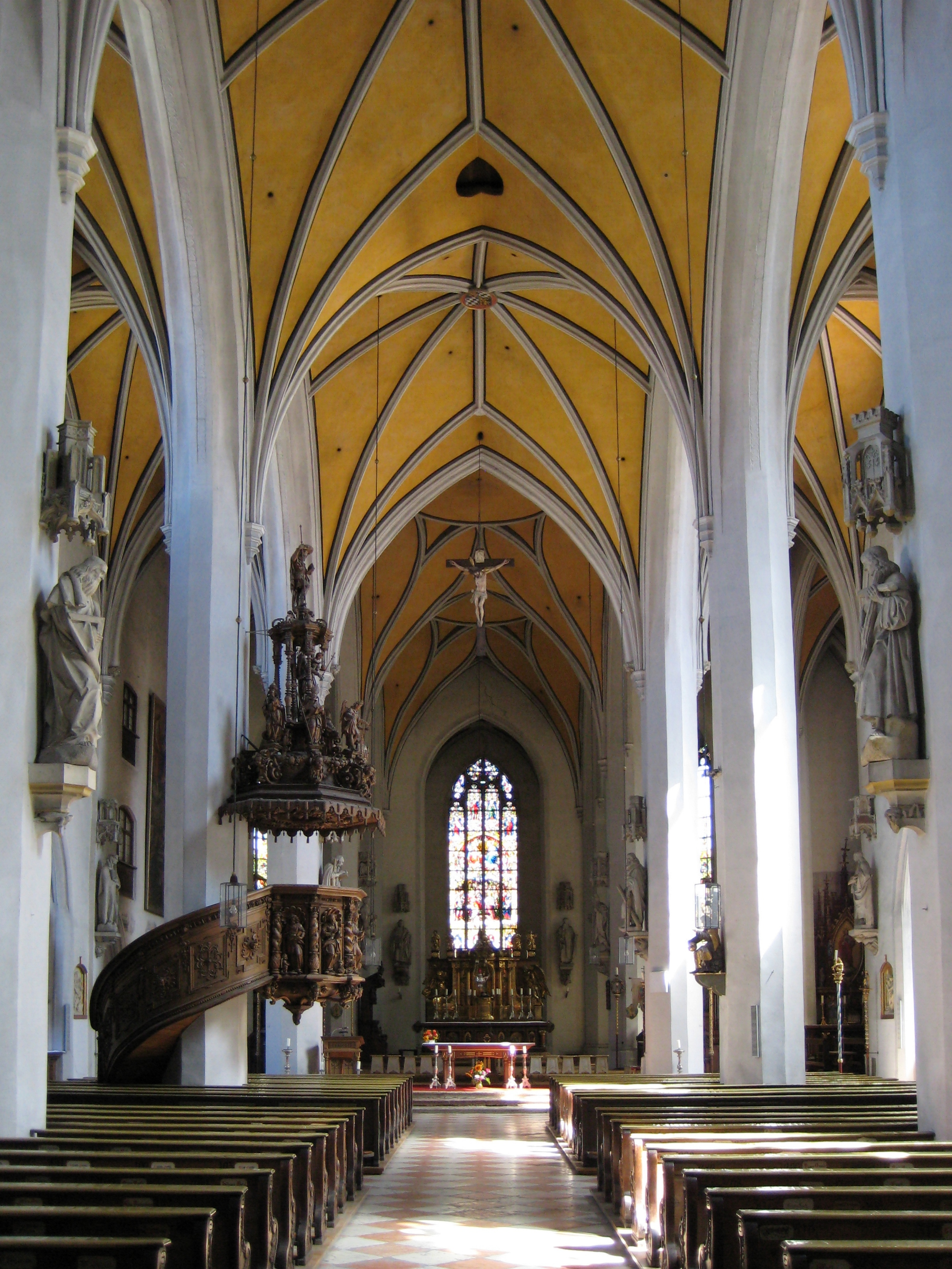
Innenansicht

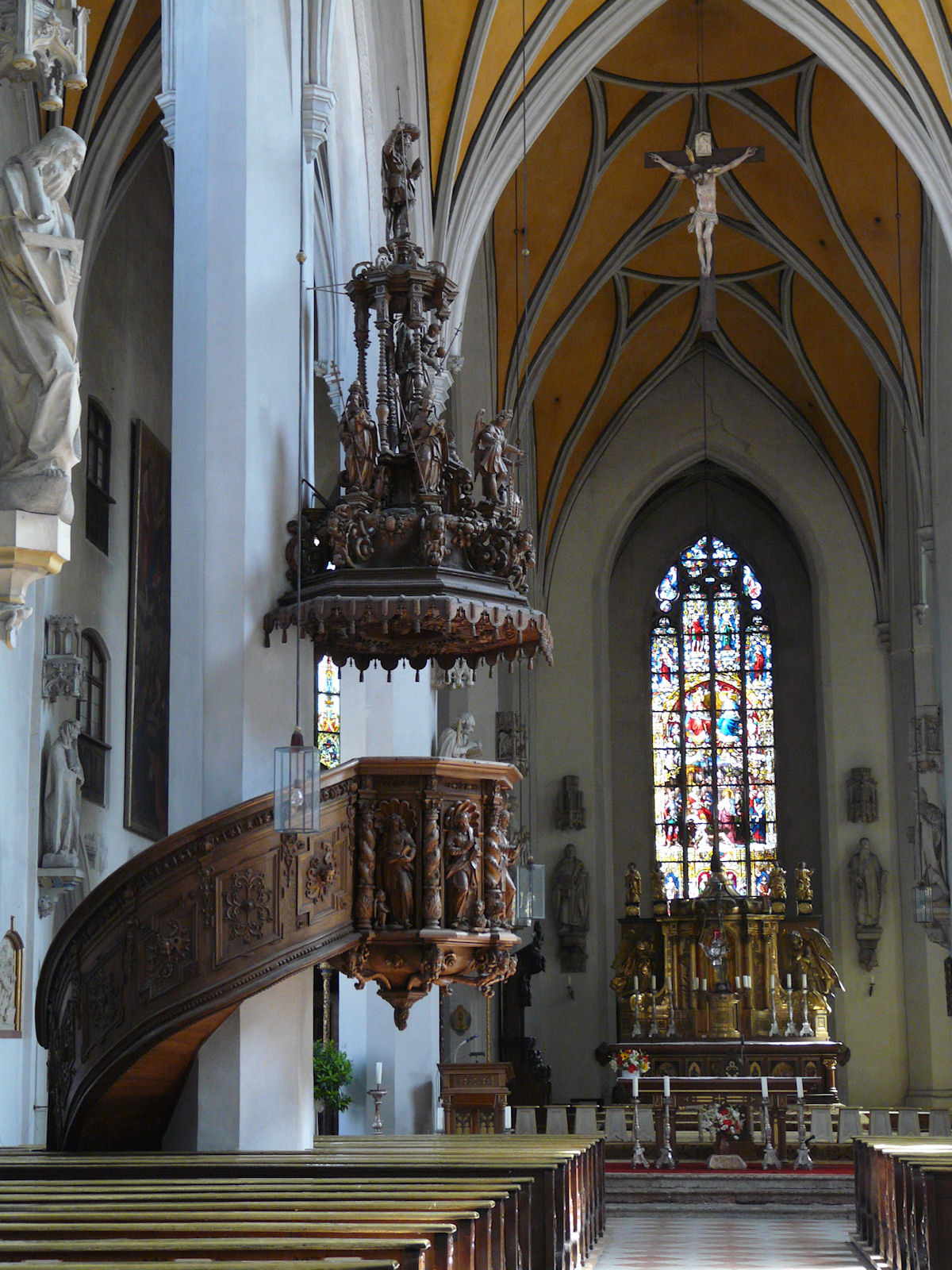
Kanzel

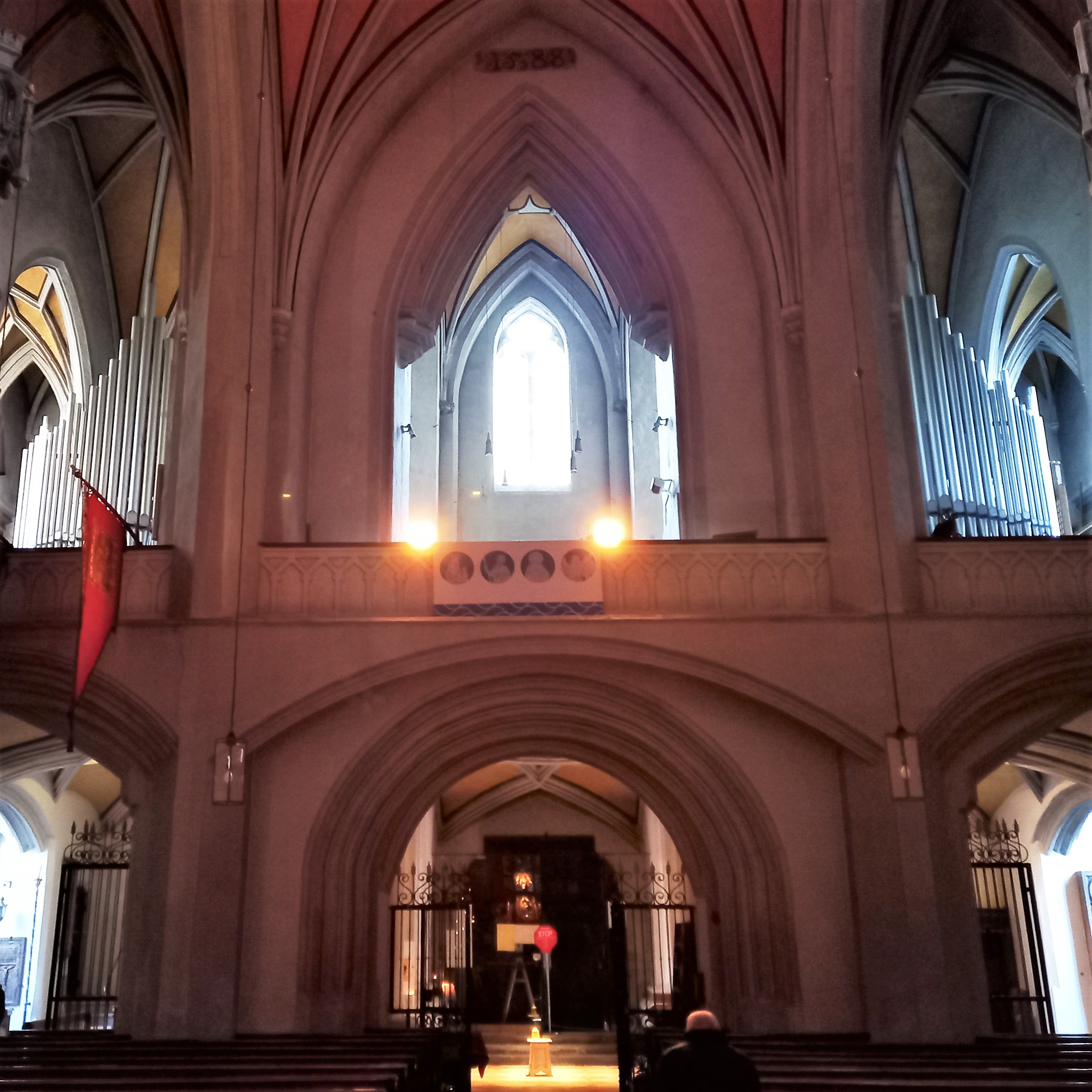
Blick auf die Orgel

Die katholische Stadtpfarrkirche St. Jakob in Wasserburg am Inn ist eine spätgotische Backsteinkirche im Landkreis Rosenheim in Oberbayern. Sie gehört zur Kirchengemeinde St. Jakob in Wasserburg am Inn im Erzbistum München und Freising und prägt mit ihrem gewaltigen Dach das Stadtbild der Altstadt.

## Geschichte
Die Kirche St. Jakob war ursprünglich Filialkirche der Benediktinerabtei Attel und wurde im Jahr 1255 erstmals erwähnt. Im Jahr 1410 beschloss die Bürgerschaft den Bau einer neuen und größeren Kirche. Die Planung und Bauleitung hatte Hans von Burghausen – vermutlich mit längeren Bauunterbrechungen – bis zu seinem Tod im Jahr 1432 inne. Als sein Nachfolger wird sein Neffe, der erstmals 1431 im Schnaitseer Kirchenvertrag erwähnte Steinmetz und Maler Hans Stethaimer, angegeben. Nach Vollendung des Langhauses wurde der hochgotische Chor abgebrochen und ein spätgotischer Chor durch den Meister Stephan Krumenauer erbaut, der Sohn des Baumeisters des Passauer und später des Salzburger Doms Hans Krumenauer war. Als Parliere waren Jörg und Michael Sallinger, als Steinmetz unter anderem Conrad Rottaler angestellt.
Im Jahr 1448 erfolgte die Weihe des Chores mit fünf Kapellen und der Sakristei. Die Münzmeisterkapelle (jetzt Herz-Jesu-Kapelle) an der Südseite des Chores wurde im Jahr 1452, die beiden Seitenkapellen nördlich und südlich des Turms in den Jahren 1452/54 fertiggestellt. Der Turm wurde ab 1458 unter der Leitung von Krumenauer und nach dessen Tod 1461 durch Wolfgang Wiser erbaut und 1478 abgeschlossen. An der westlichsten Kapelle der Südseite des Langhauses erinnert die Inschrift „Wolfgang Wiser, Maister des paws“ daran.
In den Jahren 1635–58 wurde eine Ausgestaltung der Kirche im Stil des Früh- und Hochbarocks vorgenommen. Eine große Renovierung, bei der unter anderem neue Seiteneingänge anstelle der mittleren Langhauskapellen angelegt wurden, erfolgte im Jahr 1826. In den Jahren 1879/80 wurde die Kirche durch Michael Geisberger unter Beseitigung des Stucks und der frühbarocken Altäre dem gotischen Erscheinungsbild angenähert. Die Wiederaufstellung der 1945 entfernten neugotischen Seitenaltäre erfolgte bei einer Renovierung in den Jahren 1979/80.

## Architektur
Das Langhaus der spätgotischen Hallenkirche mit Seitenkapellen verschiedener Größe wurde aus Backstein-, der Chor, die Sakristei und der Westturm aus Tuffquadermauerwerk erbaut. Das Äußere ist gekennzeichnet durch die großen Maßwerkfenster und den ungewöhnlichen Turmabschluss mit Walmdach. Die Höhe der Seitenschiffe erreicht fast die des Mittelschiffs. An das dreijochige Langhaus schließt sich ein zweijochiger Umgangschor nach Osten und ein sechsgeschossiger Turm nach Westen an. Chor und Langhaus sind durch Stufen und durch Gurtrippen voneinander abgesetzt. Im Langhaus sind Sterngewölbe, im Chor spätgotische Gewölbe mit geschwungenen Rippen eingezogen. Am Chor wurde südöstlich ein Wandgemälde mit einer Darstellung des Lebensbaums aus der Zeit um 1460/80 geschaffen, das sieben Gruppenbilder zum Thema Erbsünde und Erlösung mit Gottvater und darunter auf beiden Seiten jeweils drei Einzelszenen zeigt. In den Einzelszenen finden sich Darstellungen von Ecclesia und Synagoge, des Hostienbaums und des Baums der Erkenntnis sowie des Auferstandenen zwischen Seligen und Verdammten. Seitlich sind in vertikalen Streifen je acht Halbfiguren dargestellt. Die Glasmalereien im Chor wurden 1880 von Franz Xaver Zettler aus München angefertigt und stellen die Verurteilung des heiligen Jakobus des Älteren dar.

## Ausstattung
Die Seitenaltäre sind Werke nach Entwürfen von Johann Marggraff und teilweise von Joseph Elsner senior, der Sebastiansaltar von Heinrich Geigenberger. Das Tabernakel des Hochaltars wurde 1831 nach dem Entwurf des Wasserburger Kistlers Johann Brand vom Augsburger Silberschmied Joseph Muehmann geschaffen.
Die Kanzel ist ein Hauptwerk der süddeutschen Plastik des Frühbarock und wurde von Martin und Michael Zürn dem Älteren aus Waldsee im Jahr 1638 geschaffen. Der Chorbogenkruzifixus wurde 1678 von Adam Hartmann gestaltet. An der Chornordwand hängt ein Gemälde aus den Jahren 1649/50 von Johann Ulrich Loth, das die Aufnahme Mariens in den Himmel darstellt. Unter der Empore befindet sich eine Darstellung von Christus in der Rast aus der Mitte des 18. Jahrhunderts. An den Säulen stehen Apostelskulpturen aus Muschelkalk aus den Jahren 1902–06 von Max Heilmaier. Die neugotischen Kreuzwegstationen wurden als Terrakottareliefs von der Mayer’schen Hofkunstanstalt gestaltet.

### Orgel
Der Prospekt der Orgel gehörte ursprünglich zu einem Werk von Anton Bayr aus dem Jahr 1764. Der siebenjährige Wolfgang Amadeus Mozart spielte im Jahr 1763 auf dem Vorgängerinstrument. Die heutige Orgel ist ein Werk von Georg Glatzl (St. Gregoriuswerk) aus Altmühldorf aus dem Jahr 1958 mit 48 Registern auf drei Manualen und Pedal.
| I Hauptwerk C–g3 |                  |       |
| 01.              | Bourdon          | 16'   |
| 02.              | Prinzipal        | 08'   |
| 03.              | Waldflöte        | 08'   |
| 04.              | Grobgedackt      | 08'   |
| 05.              | Oktave           | 04'   |
| 06.              | Schweizerpfeife  | 04'   |
| 07.              | Nasat            | 2 ⁄3' |
| 08.              | Oktave           | 02'   |
| 09.              | Mixtur major IV  | 02'   |
| 10.              | Mixtur minor III | 01'   |
| 11.              | Trompete         | 08'   |

| II Schwellwerk C–g3 |                       |       |
| 12.                 | Quintadena            | 16'   |
| 13.                 | Hornprincipal         | 08'   |
| 14.                 | Konzertflöte          | 08'   |
| 15.                 | Gedeckt               | 08'   |
| 16.                 | Salizional            | 08'   |
| 17.                 | Streicherschwebung    | 08'   |
| 18.                 | Italienisch Prinzipal | 04'   |
| 19.                 | Offenflöte            | 04'   |
| 20.                 | Gemshorn              | 04'   |
| 21.                 | Quinte                | 2 ⁄3' |
| 22.                 | Blockflöte            | 02'   |
| 23.                 | Sesquialtera II       | 1 ⁄3' |
| 24.                 | Zimbel IV             | 1 ⁄3' |
| 25.                 | Oboe                  | 08'   |
| 26.                 | Claeron               | 04'   |
|                     | Tremolo               |       |

| III Positiv C–g3 |                   |       |
| 27.              | Prästant          | 8'    |
| 28.              | Koppelflöte       | 8'    |
| 29.              | Viol              | 8'    |
| 30.              | Quintadena        | 8'    |
| 31.              | Singend Prinzipal | 4'    |
| 32.              | Rohrflöte         | 4'    |
| 33.              | Nachthorn         | 2'    |
| 34.              | Spitzquinte       | 1 ⁄3' |
| 35.              | Oktävlein         | 1'    |
| 36.              | Scharff IV        | 1⁄2'  |
| 37.              | Rohrschalmei      | 8'    |

| Pedalwerk C–f1 |              |         |
| 38.            | Principalbaß | 16'     |
| 39.            | Subbaß       | 16'     |
| 40.            | Stillbourdon | 16'     |
| 41.            | Quintbaß     | 10 2⁄3' |
| 42.            | Oktavbaß     | 08'     |
| 43.            | Pommer       | 08'     |
| 44.            | Choralbaß    | 04'     |
| 45.            | Rohrpfeife   | 02'     |
| 46.            | Rauschbaß IV | 2 ⁄3'   |
| 47.            | Posaune      | 16'     |
| 48.            | Tromba       | 08'     |

- Koppeln: II/I (auch als Superoktavkoppel), III/I, III/II, I/P, II/P, III/P
- Spielhilfen: 2 freie Kombinationen, 2 freie Pedalkombinationen, Tutti, Crescendowalze, Zungenabsteller

## Grabmäler

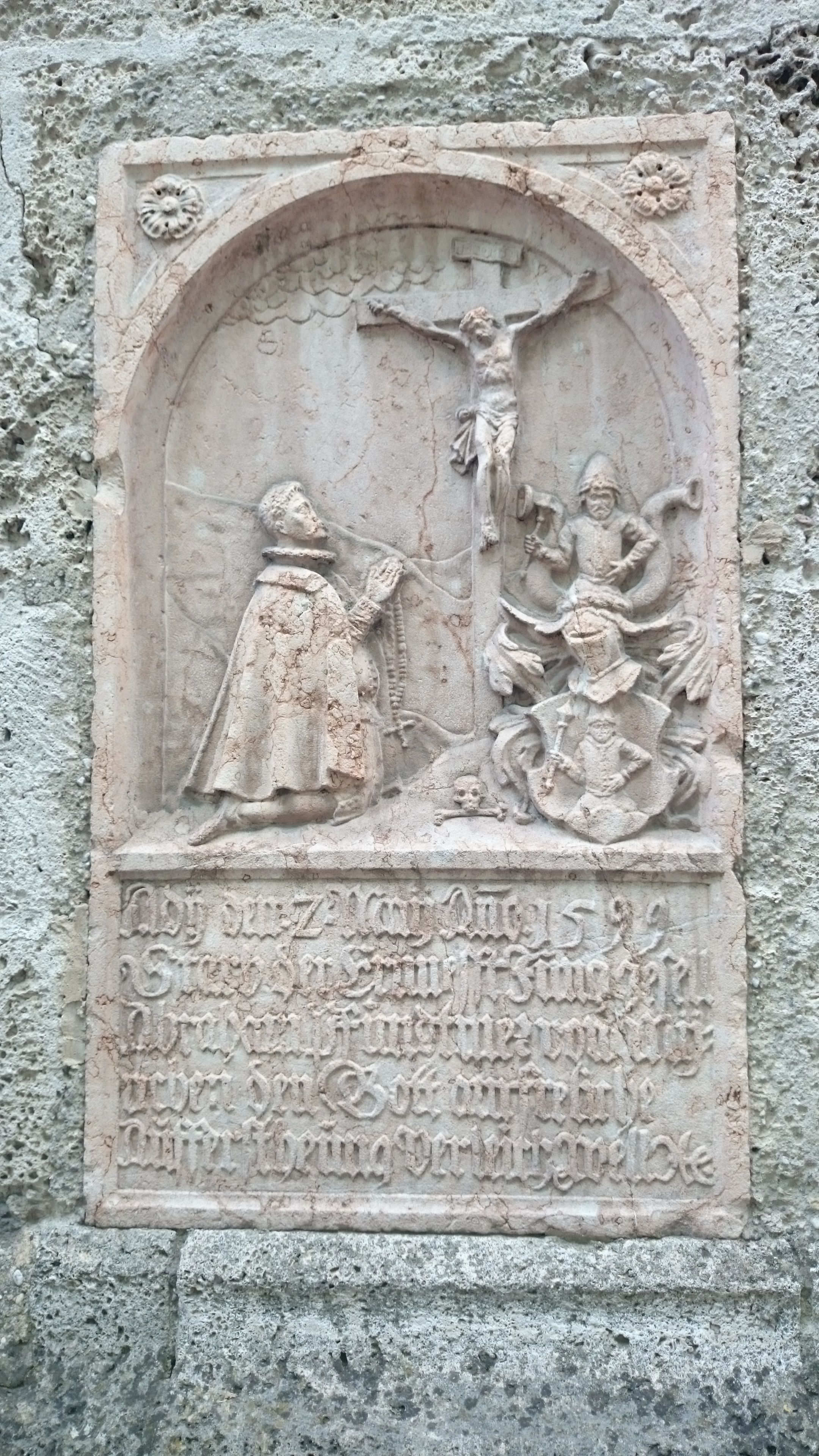
Epitaph für Abraham Pfundtmer an der Außenwand

Zahlreiche Grabmäler und Epitaphien der Patrizier aus Wasserburg, der Ratsfamilien, der Beamtenschaft der herzoglichen und kurfürstlichen Verwaltung sowie des Adels im Umland vervollständigen die reiche Ausstattung.
In der Estermannkapelle im Chor sind die Grabplatten für Stefan Widder († 1509) und seine Gemahlin Elisabeth Scheuchenstuhl († 1497) zu erwähnen; ebenso die Grabplatte für Peter Fröschl († 1475) mit fein gearbeitetem Wappenschild, eine Arbeit von Franz Sickinger sowie für Jörg Estermann den Älteren († nach 1500) und seine Gemahlin Katharina und schließlich für Christoph Martein († 1513) und seine beiden Gemahlinnen.
An der Nordwand des Chores sind die Epitaphien für Hans Steinhauf († 1575) und für Wolf Steinhauf († 1575) bemerkenswert, die mit dem Signum W.H. versehen sind. Dort befinden sich ebenfalls das Epitaph für Wolfgang Sträßl († 1527) und seine beiden Gemahlinnen sowie das Epitaph für Sigmund Perckhofer zu Holzhausen († nach 1500) und seine Gemahlin Afra Fröschl.
In der westlichsten Kapelle der Nordseite findet sich das Epitaph für Michael Egkstetter († 1485), das 1473 von Franz Sickinger ausgeführt wurde. Unter der Empore ist besonders das große, vom Wasserburger Bildhauer Wolfgang Leb kunstvoll gearbeitete Epitaph für den herzogliche Rentmeister Hans Baumgartner († 1500) mit feiner Reliefdarstellung des Verstorbenen hervorzuheben.
In der westlichsten Kapelle der Südseite befindet sich ein Gedenkstein für Ludwig den Gebarteten, auf dessen Befehl die Verstärkung der Stadtmauern von Wasserburg im Jahr 1415 erfolgte; die zum Gedenkstein gehörige Inschriftplatte ist noch an der südöstlichen Choraußenwand zu finden. Am südlichen Langhauspfeiler des Turms ist die  Grabplatte für Peter Paumgartner († 1477) von Hans Haldner zu finden.
An der äußeren Südwand des Chores wurde ein Wappenepitaph für die beiden Gemahlinnen des Kaspar Kienberger im Jahr 1483 gesetzt. An der südlichen Langhausaußenwand ist ein querrechteckiges Epitaph für Wolfgang Gumpolzhaimer († 1514) und für Jörg Gumpolzhaimer († 1521) mit Wappen in Frührenaissance-Ädikula angebracht. Ebenso befindet sich dort ein großes Renaissance-Epitaph für den wohlhabenden Patrizier Abraham Kern von und zu Zellereit († 1628) und seine Gemahlin Maria Altershamer mit einem Relief der Grablegung Christi, das von dem Wasserburger Bildhauer Gregor Pichler signiert ist. Schließlich sind an der äußeren Südwand das Epitaph für Jakob Kulbinger († 1532) und seiner Gemahlin Elspeth († 1534) mit Wappen in Renaissance-Ädikulä und das querrechteckige Epitaph und für Sibylla von Donnersberg († 1634) mit Relief des Auferstandenen und der Muttergottes zu finden.
An der westlichen und der nördlichen Außenwand des Langhauses sind weitere Grabplatten und Epitaphien des 15. bis 17. Jahrhunderts erhalten (siehe auch: Epitaph für Ruprecht Surauer und seine Frau, Epitaph für Urban Eder, Epitaph für Georg Kern und Epitaph für Abraham Pfundtmer).

## Glocken
Der Turm beherbergt ein historisch äußerst wertvolles Bronzegeläute in Schlagtonfolge cis1 – e1 – fis1 – a1 – g2. Die Glocken wurden alle zwischen 1473 und 1663 gegossen und blieben bis heute erhalten.
Die „Große Glocke“ oder „Sturmglocke“ ist 1473 von Georg Glockpitscher aus Salzburg,  ca. 4.000 kg, Ton cis1.

Die „Landshuterin“ von 1490 von Mathäus Herl aus Landshut, ca. 1.600 kg, Ton e1.

Die „Prälatenglocke“ von 1663 von Bernhard Ernst aus München, aus Kloster Attel, 1805/07 erworben, 11-Uhr-Glocke, Ton fis1.

Die „Alte Zügenglocke“ (Sterbeglocke) von 1523, 12-Uhr-Glocke, Ton a2.

Die „Neue Zügenglocke“ von 1631 von Jakob Lidl, 1811 aus der Michaelskapelle übernommen, Sterbeglocke, Ton g2.